# Palau Brukenthal de Sibiu
El palau Brukenthal de Sibiu és un palau construït entre el 1778 i el 1788 a la ciutat de Sibiu pel baró Samuel von Brukenthal, governador del Gran Principat de Transsilvània (1777-1787). Es va erigir per etapes, per tal de ser la residència oficial del baró von Brukenthal i la seu de les seves col·leccions. El palau està situat a la part occidental de la Plaça gran, núm. 4.
El Palau Brukenthal de Sibiu, avui Museu Brukenthal, va ser inclòs a la llista de monuments històrics del comtat de Sibiu des del 2015, amb el codi de classificació SB-II-mA-12094.

## Història
La construcció va començar després que Samuel von Brukenthal fos nomenat governador del Gran Principat de Transsilvània, càrrec que va ocupar entre el 1777 i el 1787. Els palaus de Viena, construïts a l'estil del barroc van servir de model. L'edifici es va erigir al costat occidental de la Plaça gran, en el lloc de dues cases, una de les quals tenia lògies. El baró també tenia una residència d'estiu, el palau Brukenthal a Avrig, la construcció del qual havia començat el 1760.
L'actual façana principal, d'estil barroc auster, es va construir posteriorment, motiu pel qual el palau és més destacat en comparació amb la part frontal dels altres edificis de la Plaça Gran de Sibiu. Al mig de la façana, hi ha un marc de pedra del portal, sostingut per columnes sobre les quals s’aixeca l'entaulament. El marc està decorat amb l'escut daurat de Samuel von Brukenthal i altres elements decoratius propis de l'estil barroc: urnes, rosetes i festons.
Continuant amb el portal hi ha un passadís, pel qual s’entra al pati interior del palau, de planta rectangular. Al fons del primer pati hi ha un segon portal, amb un concepte similar al del primer portal, però sostingut per atlants i no per columnes. A través d’aquest portal es fa el pas cap al segon pati, on inicialment es trobaven l'estable i altres annexos domèstics.
Samuel von Brukenthal va organitzar les seves col·leccions d’art perquè es poguessin visitar ja el 1790, tres anys abans de l’obertura del Museu del Louvre. L'obertura oficial del museu va tenir lloc el 1817, sent així el museu més antic de Romania.
El palau de Brukenthal ara alberga la galeria i la biblioteca d’art nacional de Brukenthal, que alberga les col·leccions de pintura barroca més valuoses de l’Europa central i oriental.

## Imatges

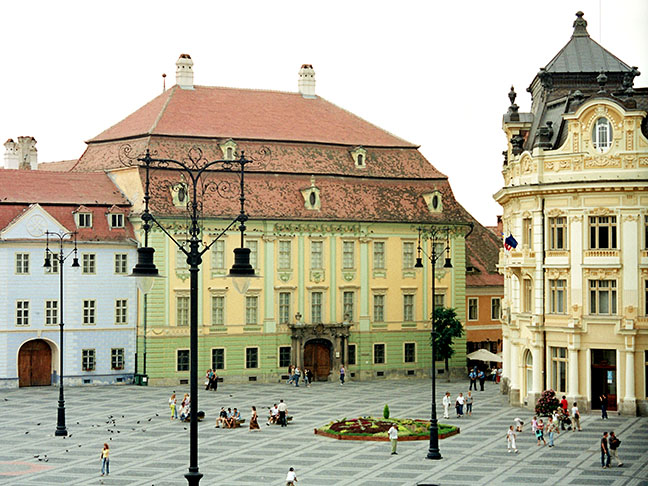
Palau Brukenthal de Sibiu, abans de la renovació de la façana
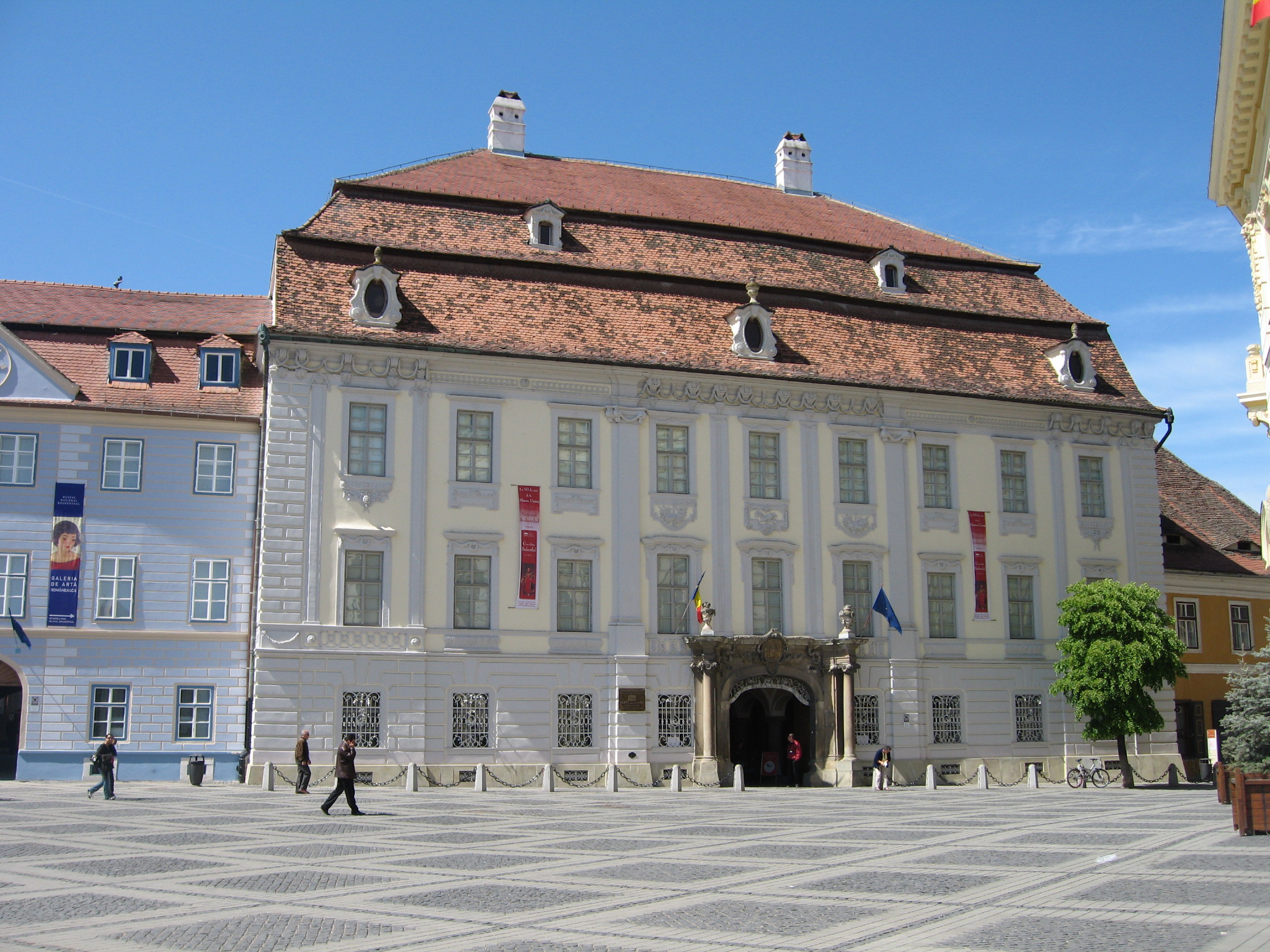
Palau Brukenthal a Sibiu, actual seu del Museu Nacional Brukenthal
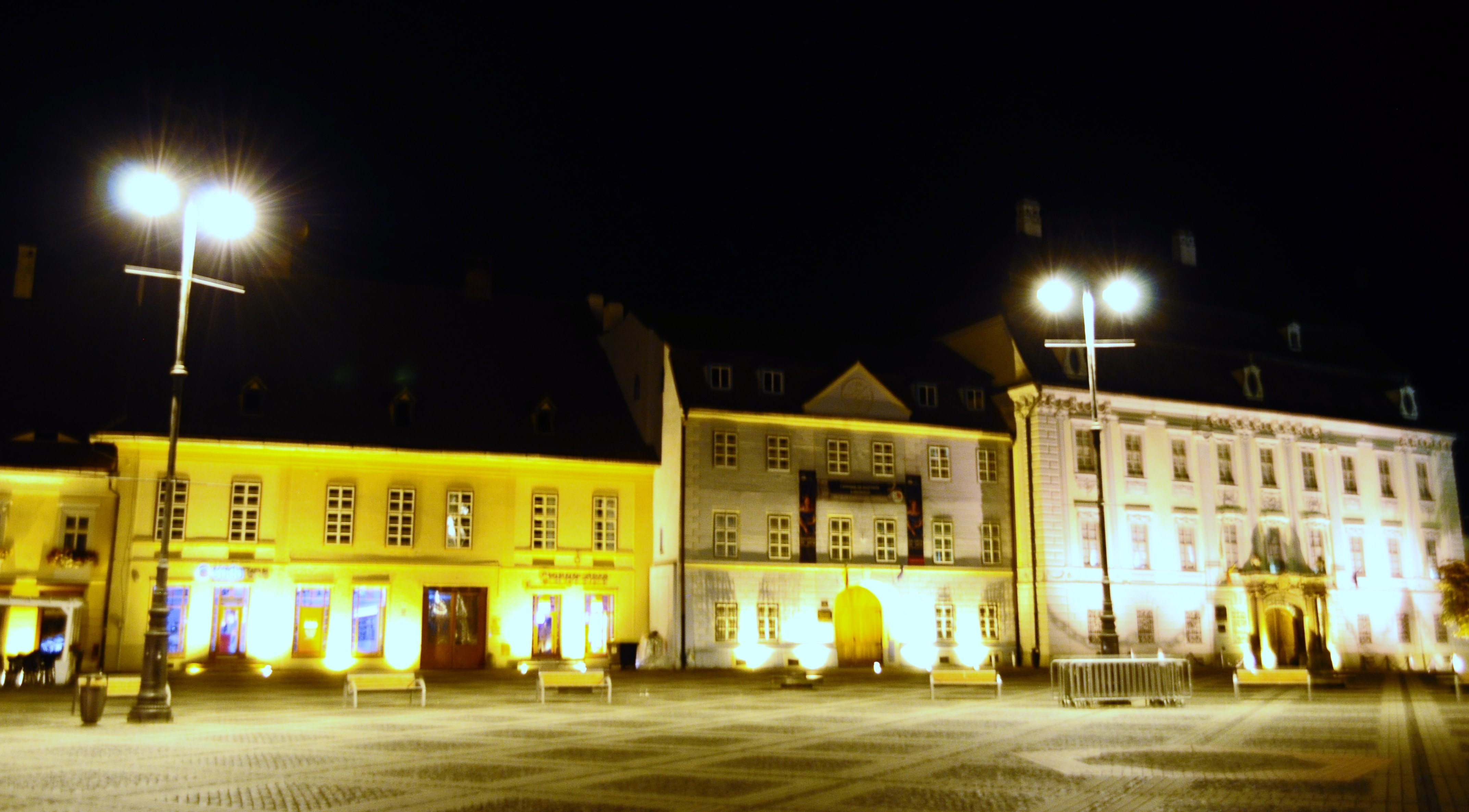
Palau Brukenthal (actual Museu Brukenthal) i Blue House (avui oficines i tallers del Museu Brukenthal)